# Авіло-Успенка
Авіло-Успенка — село в Матвєєво-Курганському районі Ростовській області. 
Входить до складу Новомиколаївського сільського поселення. 

## Географія

### Вулиці
| - вул. Верхня, - вул. Залізнична, - вул. Зелена, - вул. Колгоспна, - вул. Комсомольська, - вул. Кооперативна, - вул. Леніна, - вул. Нова, - вул. Перемоги, | - вул. Свободи, - вул. Радянська, - вул. Шкільна, - вул. Елеваторна, - пров. Піонерський, - пров. Поштовий, - пров. Український, - пров. Успенський. |

## посилання
- Авіло-Успенка (село)

1. ↑  Итоги Всероссийской переписи населения 2010 года. Том 1. Численность и размещение населения Ростовской области]